# Camponotus personatus
Camponotus personatus é uma espécie de inseto do gênero Camponotus, pertencente à família Formicidae.